# LOT-Flug 248
LOT-Flug 248 war ein Linienflug einer Vickers Viscount der polnischen Fluggesellschaft Polskie Linie Lotnicze LOT von Brüssel via Berlin-Schönefeld nach Warschau-Okęcie, die am 19. Dezember 1962 während des Landeanflugs knapp 1,5 km vor der Landebahnschwelle abstürzte. Alle 33 Insassen kamen dabei ums Leben.

## Flug und Flugzeug
Die Vickers Viscount V.804 mit der Seriennummer 395 wurde im April 1958 zugelassen und von Transair, einem Mitglied der Airwork, und nach deren Übernahme durch British United Airways von der Letztgenannten betrieben. Am 25. Oktober 1962 wurde sie von der LOT mit zwei weiteren gleichartigen Maschinen erworben und mit dem Kennzeichen SP-LVB registriert. Die LOT verfolgte die Absicht, die Viscounts, wie bereits seit 1957 fünf Maschinen des Typs Convair CV-240, auf den Westeuropastrecken einzusetzen. Den in wertvollen Devisen zahlenden Fluggästen von jenseits des Eisernen Vorhangs sollte mit diesen Flugzeugmustern der Servicestandard angeboten werden, an den sie gewöhnt waren. Die relativ neue Maschine absolvierte insgesamt 5.119 Landungen und 9.822 Flugstunden, darunter nur 84 unter der Regie von LOT, nachdem sie am 20. November 1962 nach Warschau überführt worden war.
Die Maschine wurde auf einer regelmäßigen Verbindung zwischen Warschau und Brüssel via Berlin eingesetzt. Am Nachmittag des 19. Dezember 1962 war die Maschine auf dem Rückweg aus Brüssel (Flug LO 248) mit fünf Fluggästen. Nach einer Zwischenlandung in Berlin-Schönefeld, wo weitere 23 Fluggäste zugestiegen waren, hob sie, gesteuert von Mieczysław Rzepecki und Henryk Kafarski, um 17:55 Uhr Richtung Warschau ab, wo sie planmäßig um 19:35 Uhr landen sollte. In Warschau herrschte Frost mit −7 °C und eine dichte Wolkendecke.

## Unfallhergang
Die Viscount erreichte dank des günstigen Westwinds frühzeitig Warschau, die Besatzung konnte sie aber im ersten Anflug nicht aufsetzen und musste durchstarten. Nachdem sie während des zweiten Anflugsversuchs auf den Flughafen Warschau-Okęcie auf der Start- und Landebahn Nr. 3, Richtung 33 (vom Südosten) die Fractus-Wolken auf der Höhe 250 m verlassen und die Flughöhe auf ca. 60 bis 70 m reduziert hatte, erhielt die Crew um 19:30 Uhr die Landeerlaubnis. Lediglich 46 Sekunden nach dem Funkkontakt stürzte die Maschine ohne jegliche Gefahrenanzeichen abrupt 1.335 m vor der Landeschwelle ab und zerbrach in mehrere Einzelteile. Die rasch angekommene Flughafenfeuerwehr fand keine Überlebenden.

## Opfer
Alle an Bord anwesenden 33 Menschen kamen ums Leben. Neben der fünfköpfigen Besatzung starben 28 Fluggäste, darunter einige prominente Persönlichkeiten:
- Fryderyk Bluemke, polnischer Ingenieur, Motorenkonstrukteur (u. a. für FSO Syrena)
- Marek Kwiek, polnischer Akustiker, Professor der Universität Posen, Politiker (SD), Sejm-Abgeordneter
- Heinz Rauch, deutscher Politiker (SED), Leiter der Staatlichen Zentralverwaltung für Statistik und Mitglied des Ministerrats der DDR
- Marcin Szeligiewicz, polnischer Pädagoge und Kulturschaffender

| Nationalität                    | Passagiere | Besatzung | Gesamt |
| ------------------------------- | ---------- | --------- | ------ |
| Polen                           | 19         | 5         | 24     |
| Deutsche Demokratische Republik | 5          | 0         | 5      |
| Argentinien                     | 2          | 0         | 2      |
| Vereinigte Staaten              | 1          | 0         | 1      |
| Kanada                          | 1          | 0         | 1      |
| Gesamt                          | 28         | 5         | 33     |

Der US-Amerikaner und der Kanadier unter den Opfern waren polnischer Abstammung, genauso wie eine der beiden argentinischen Staatsangehörigen; der andere war schweizerischer Abstammung.

## Unfallursache
Zur Klärung des Vorfalls wurde ein Untersuchungsausschuss unter dem Vorsitz des stellvertretenden Verkehrsministers Jan Rustecki gebildet. Trotz der Nähe zum Flughafen gab es wegen der nächtlichen Dunkelheit keine Augenzeugen des Unfalls. Das Flugzeug war nicht mit einem Flugschreiber ausgestattet, da diese zu diesem Zeitpunkt noch nicht zur Standardausrüstung der Verkehrsmaschinen gehörten. Nach wenigen Tagen wurden ausländische Sachverständige zur Unterstützung angefordert. Die Untersuchung der Flugzeugtrümmer ergab, dass die Maschine bis zum Zeitpunkt des Aufpralls höchstwahrscheinlich intakt war. Als unmittelbarer Auslöser des Aufpralls kam ein Strömungsabriss in Frage. Es gilt als wahrscheinlich, dass die Besatzung bei schlechter Sicht, bedingt durch Dunkelheit und Wolkendecke, die Geschwindigkeit stark verminderte, um sich besser am Gelände zu orientieren. Die gedrosselten Turboproptriebwerke zeichneten sich durch eine gewisse Reaktionsträgheit aus und ließen sich nicht schnell genug auf den vollen Schub bringen. Die Piloten waren mit der erst kurz zuvor erhaltenen Maschine nach einer kurzen Schulung nicht ausreichend vertraut. Sie bedienten sie wohl mit der Gewohnheit, die sie aus den mit Kolbentriebwerken angetriebenen Flugzeugen wie Il-14 hatten, in welchen die Triebwerke wesentlich schneller auf „Gas geben“ reagierten.
Zum Unfall hatte der erst nach Jahren offengelegte Umstand beigetragen, dass mindestens eines der Funkfeuer des Warschauer Flughafens defekt war, was die Besatzung zu unverhältnismäßiger Geschwindigkeitsreduzierung zwang. Das Instrumentenlandesystem war zu diesem Zeitpunkt zwar eingebaut, aber noch nicht angeschlossen und stand somit nicht zur Verfügung. Die geringe Kenntnis des Flugzeugmusters durch die ansonsten sehr erfahrene Crew war auf die Verkürzung der Ausbildung und auf den Verzicht auf Begleitung der ersten Linienflüge durch britische Fluglehrer zurückzuführen. Die Entscheidung darüber war wegen Devisenmangels getroffen worden.
Der Abschlussbericht fasste diese Unfallursachen wie folgt pauschal zusammen:
1. falsches Agieren der Besatzung,
2. Mängel am Ausbildungsverfahren der Besatzung und an der Leitung des Flugverkehrs.

## Folgen des Unfalls und Gedenken

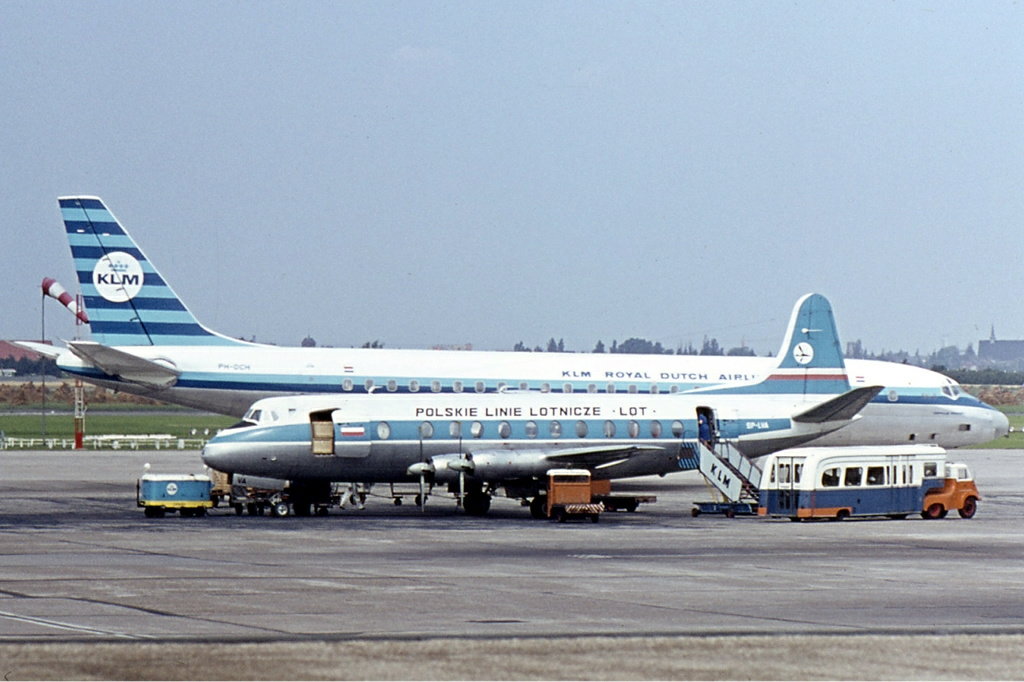
Vickers Viscount SP-LVA der LOT, eine Schwestermaschine des Unfallflugzeugs

Wegen des Todes von Heinz Rauch kondolierte der polnische Premier Józef Cyrankiewicz am 20. Dezember 1962 dem 1. Stellvertretenden Vorsitzenden des Ministerrates der DDR Willi Stoph. Der polnische Staatsrat verlieh am 21. Dezember allen tödlich Verunglückten, die für dienstliche Zwecke die Flugreise angetreten hatten, postum hohe Orden. Zur Sitzungseröffnung an diesem Tag gedachte der Sejm des ums Leben gekommenen Abgeordneten Marek Kwiek mit einer Schweigeminute. Am 22. Dezember wurden die Crew sowie ein weiterer verunglückter LOT-Mitarbeiter auf dem Warschauer Powązki-Friedhof begraben. Nach Marcin Szeligiewicz wurde eine Straße in seinem Schaffensort Kattowitz benannt.
Die Flüge der beiden verbliebenen Viscounts der LOT wurden wiederaufgenommen, zunächst mit einem britischen Fluglehrer an Bord. Das Flugzeug SP-LVA stürzte jedoch im August 1965 in Belgien ab, wobei die vierköpfige Besatzung starb; es waren keine Fluggäste an Bord. Daraufhin wurde die einzig verbliebene Maschine des Musters, SP-LVC, veräußert, da das Weiterbetreiben eines Einzelflugzeugs nicht wirtschaftlich vertretbar war.
Der Unfallort von 1962 befindet sich heute innerhalb des Flughafengeländes, kurz vor der Schwelle der Start- und Landebahn Nr. 3 (Richtung 15/33), seit diese 1964 auf 3.008 m und 1980 auf 3.690 m Richtung Südosten verlängert wurde. Demzufolge ist die Absturzstelle weder markiert noch zugänglich. Nicht nur daher ist der Unfall in Polen weitestgehend in Vergessenheit geraten: in der Nachbarschaft des Flughafens haben sich 1980 (LOT-Flug 007) und 1987 (LOT-Flug 5055) Unfälle mit größerer Anzahl von Todesopfern ereignet.